# Qimen
Qimen (chiń. upr. 祁门县; chiń. trad. 祁門縣; pinyin Qímén Xiàn) – powiat w zachodniej części prefektury miejskiej Huangshan w prowincji Anhui w Chińskiej Republice Ludowej. Liczba mieszkańców powiatu, w 2018 roku, wynosiła około 163 000.